# Paramelomys
Paramelomys là một chi động vật có vú trong họ Muridae, bộ Gặm nhấm. Chi này được Rümmler miêu tả năm 1936. Loài điển hình của chi này là Uromys levipes Thomas, 1897.

## Các loài
Chi này gồm các loài: